# Naučná stezka Hostýnské vrchy
Naučná stezka Hostýnské vrchy je naučná stezka v Hostýnských vrších, která spojuje Hostýn a Rajnochovice. Otevřena byla 20. dubna 2007. Celková délka trasy je 12 km a najdeme na ní 11 zastavení.

## Vedení trasy

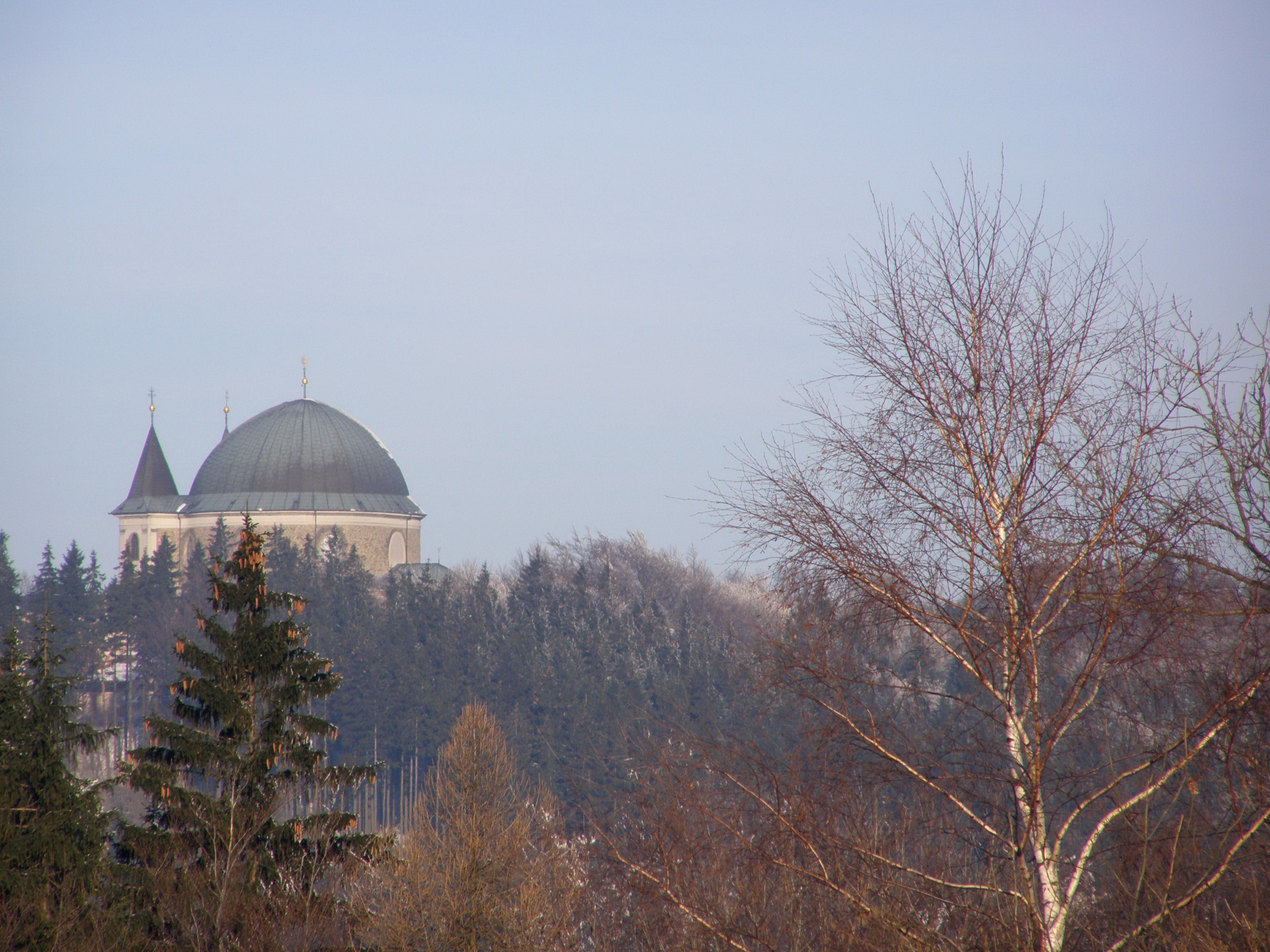
Pohled na východní stranu Hostýna z úbočí Skalného

Stezka začíná na Svatém Hostýně, odkud vede se žlutou turistickou značkou na rozcestí Pod Valy. Tady přechází na modrou značku a po svahu Bukoviny a Skalného, u něhož stával stejnojmenný skalní hrad a pod nímž přechází na zelenou značku, pokračuje až do lokality Klapinov. Následně se po červené stáčí do lokality Rožnovjačka (možnost odbočky na hrad Obřany) a přes PR Obřany k Bystřičce a podél ní na rozcestí Chvalčov–lesní školka, kde se setkává s naučnými stezkami Příroda Hostýnských vrchů a Chodník Masarykových. Následně se po zelené značce stáčí k Německému lomu a přes PP Na Jančích, PR Smrdutá, za níž se napojuje na účelovou komunikaci a po svahu Čerňavy do lokality U Jasanu. Dále vede stále po silničce okolo Teodorova pramene a podél PR Čerňava do lokality U Chaloupky a do Rajnochovic, na jejich okraji je ještě poslední zastavení.

## Zastavení
- Přírodní park
- Geologie – Skalný
- Ptačí oblast
- PR Obřany
- VKP Německý lom
- PP Na Jančích
- ZCHÚ a PR Smrdutá
- NATURA 2000
- PR Čerňava
- Lesy v přírodním parku
- Rajnochovická krajina